# Campionat del Món de Trial 1982
La temporada de 1982 del Campionat del Món de trial fou la 8a edició d'aquest campionat, organitzat per la FIM. El calendari oficial constava de 12 proves puntuables, celebrades entre el 21 de febrer i el 19 de setembre.
Eddy Lejeune va guanyar el primer dels tres títols consecutius que va encadenar amb Honda. Era la primera vegada que una motocicleta amb motor de quatre temps (i una de japonesa) guanyava el campionat des dels seus inicis com a Challenge Henry Groutards el 1964.
Bernie Schreiber, que havia canviat aquell any a SWM després de l'anterior any negre amb la Italjet, va ser subcampió i el campió de 1981, Gilles Burgat, que havia canviat al seu torn de SWM a Fantic, tercer. El quart classificat va ser Toni Gorgot, que havia canviat aquell any d'OSSA a Montesa. Amb aquell quart lloc, Gorgot obtingué la millor classificació d'un català al mundial fins aleshores. El cinquè classificat fou el debutant Thierry Michaud, aleshores un desconegut però que ja a partir de l'any següent va encadenar set temporades acabant al podi, amb tres títols mundials inclosos.
Manuel Soler, cinquè classificat l'any anterior, va quedar descartat de bon començament. Víctima d'una recaiguda d'una lesió de genoll mal guarida, el català només va poder participar en les tres primeres proves del campionat i va puntuar en una de sola (fou cinquè al Trial de Sant Llorenç, que es va tornar a disputar a Olot), de manera que va acabar el campionat en la setzena posició final.
Aquella temporada va ser la darrera en actiu de Malcolm Rathmell, que es va retirar definitivament abans d'acabar el campionat. L'anglès només va obtenir punts a Gran Bretanya, on fou novè, i va acabar el mundial en la vint-i-quatrena posició final.

## Novetats
A banda dels esmentats, els altres canvis de marca significatius de la temporada van ser el de Charles Coutard, que va tornar a Bultaco després de cinc anys i el de John Reynolds, que canvià d'aquesta marca a Montesa. Una nova moto catalana, Merlin, debutà al mundial i hi aconseguí ja algun punt, amb Joan Freixas  i Gabino Renales de pilots.

## Sistema de puntuació
Barem de puntuació de 1969 a 1983:
| Posició | 1  | 2  | 3  | 4 | 5 | 6 | 7 | 8 | 9 | 10 |
| Punts   | 15 | 12 | 10 | 8 | 6 | 5 | 4 | 3 | 2 | 1  |

## Calendari
| Ronda | Data           | Prova         | Lloc                   | Guanyador        |
| ----- | -------------- | ------------- | ---------------------- | ---------------- |
| 1     | 21 de febrer   | Espanya       | Olot                   | Eddy Lejeune     |
| 2     | 28 de febrer   | Bèlgica       | Bilstain               | Eddy Lejeune     |
| 3     | 7 de març      | Gran Bretanya | Bainbridge             | Bernie Schreiber |
| 4     | 16 de maig     | Itàlia        | Concei                 | Eddy Lejeune     |
| 5     | 23 de maig     | França        | Saint-Léonard-des-Bois | Gilles Burgat    |
| 6     | 30 de maig     | Alemanya      | Sulz am Wildberg       | Eddy Lejeune     |
| 7     | 6 de juny      | Àustria       | Heinrichs bei Weitra   | Eddy Lejeune     |
| 8     | 20 de juny     | Canadà        | McLean Creek           | Bernie Schreiber |
| 9     | 27 de juny     | Estats Units  | Donner Ski Ranch       | Eddy Lejeune     |
| 10    | 5 de setembre  | Finlàndia     | Ekenäs                 | Eddy Lejeune     |
| 11    | 12 de setembre | Suècia        | Värnamo                | Eddy Lejeune     |
| 12    | 19 de setembre | Polònia       | Szklarska Poręba       | Gilles Burgat    |

Notes
1. ↑  A la Baixa Àustria
2. ↑  Prop de Bragg Creek, Alberta
3. ↑  A Nordern, Califòrnia

## Classificació final
| Posició | Pilot            | Motocicleta | Punts |
| ------- | ---------------- | ----------- | ----- |
| 1       | Eddy Lejeune     | Honda       | 162   |
| 2       | Bernie Schreiber | SWM         | 127   |
| 3       | Gilles Burgat    | Fantic      | 126   |
| 4       | Toni Gorgot      | Montesa     | 78    |
| 5       | Thierry Michaud  | SWM         | 48    |
| 6       | Danilo Galeazzi  | SWM         | 47    |
| 7       | Ulf Karlson      | Montesa     | 43    |
| 8       | Charles Coutard  | Bultaco     | 24    |
| 9       | John Lampkin     | Armstrong   | 23    |
| 10      | Yrjö Vesterinen  | Bultaco     | 23    |
| 11      | Jaume Subirà     | Fantic      | 21    |
|         |                  |             |       |
| 14      | Joan Freixas     | Merlin      | 7     |
|         |                  |             |       |
| 16      | Manuel Soler     | Montesa     | 6     |
|         |                  |             |       |
| 23      | Gabino Renales   | Merlin      | 2     |